# Envase de alimentos desechable

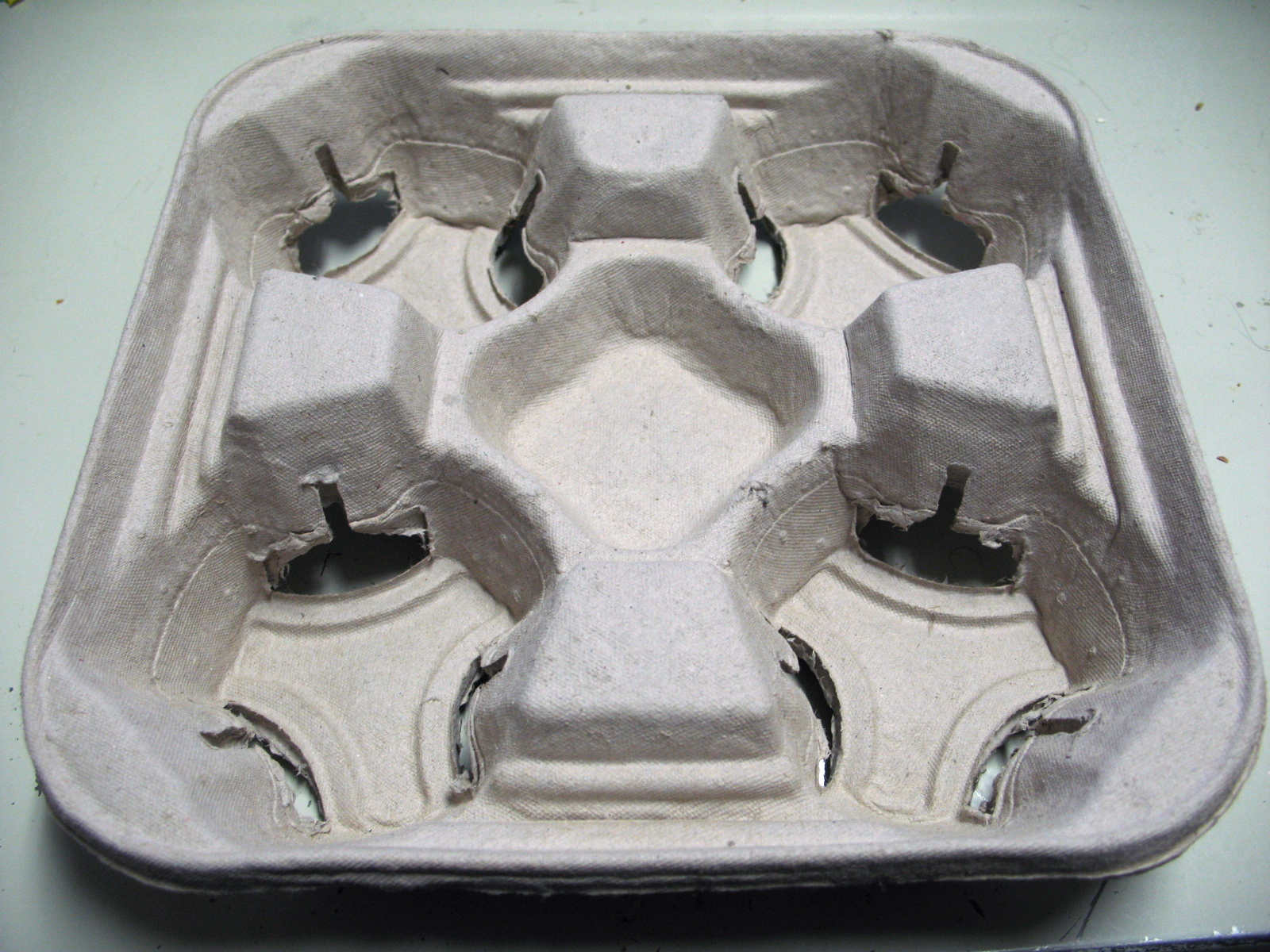
Portador de bebidas de celulosa moldeada.

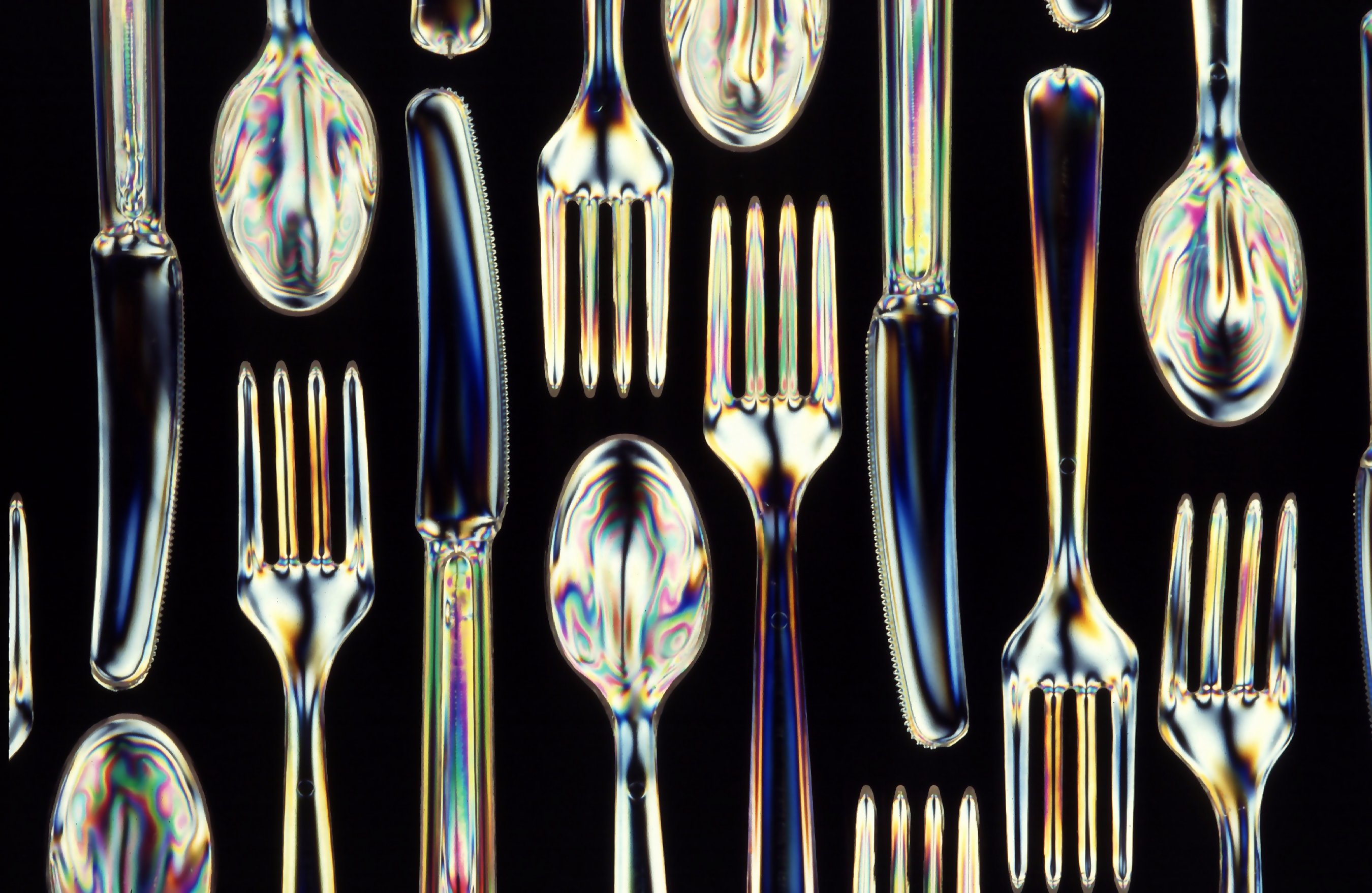
Utensilios de plástico biodegradables.

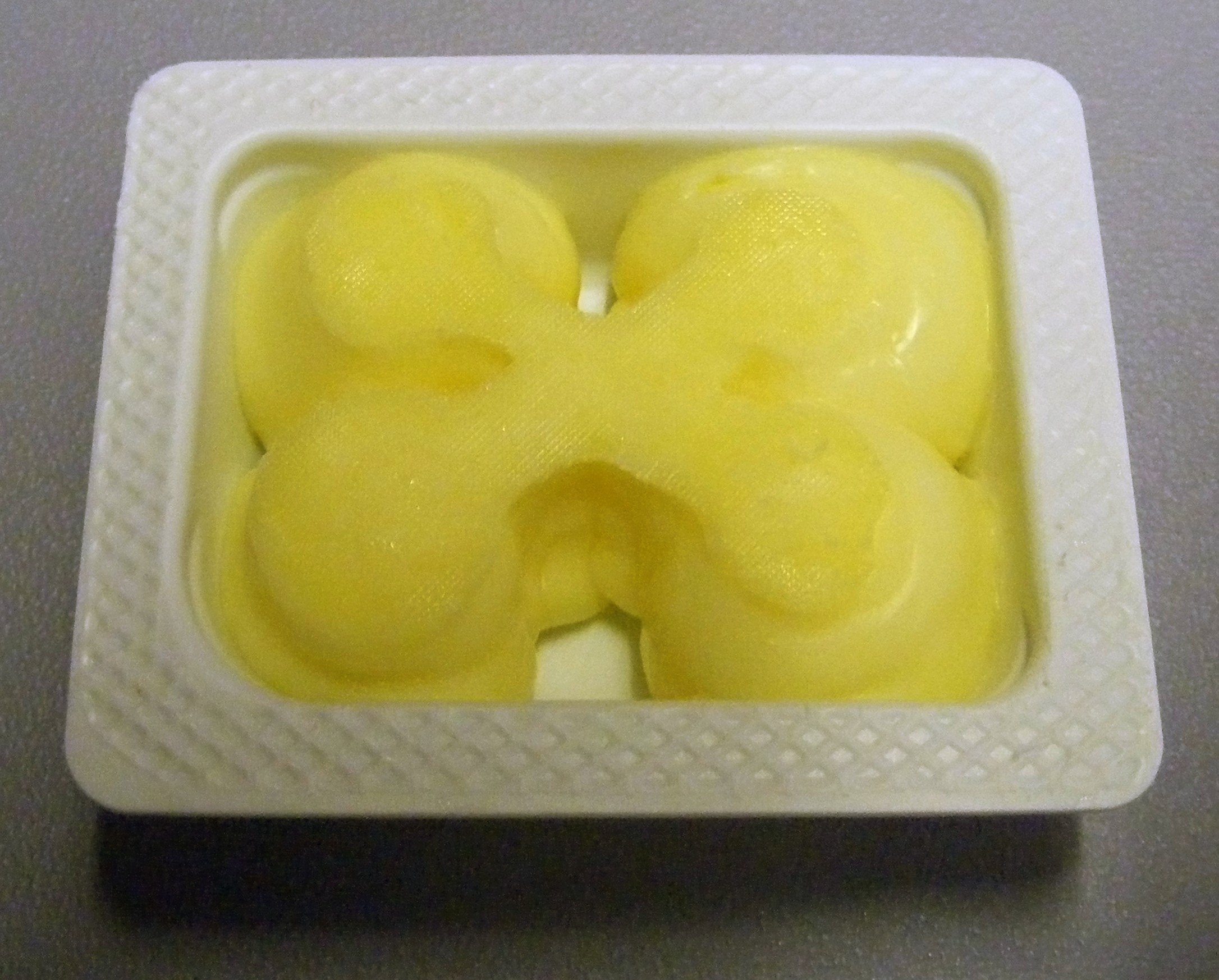
Un paquete individual de mantequilla.

Los envases de alimentos desechables comprenden productos desechables que se encuentran a menudo en restaurantes de comida rápida, restaurantes de comida para llevar y establecimientos de cáterin. Los productos típicos son recipientes para alimentos de espuma de poliestireno, platos, tazones, vasos, utensilios, tapetes y papeles para bandejas. Estos productos pueden fabricarse a partir de diversos materiales, incluidos plásticos, papel, biorresinas, madera y bambú.
Los envases de comida rápida y comida para llevar implican una cantidad importante de material que acaba en vertederos, reciclaje, compostaje o abandonados inapropiadamente.

## Historia
El plato de papel fue inventado por el encuadernador alemán Hermann Henschel en Luckenwalde en 1867.

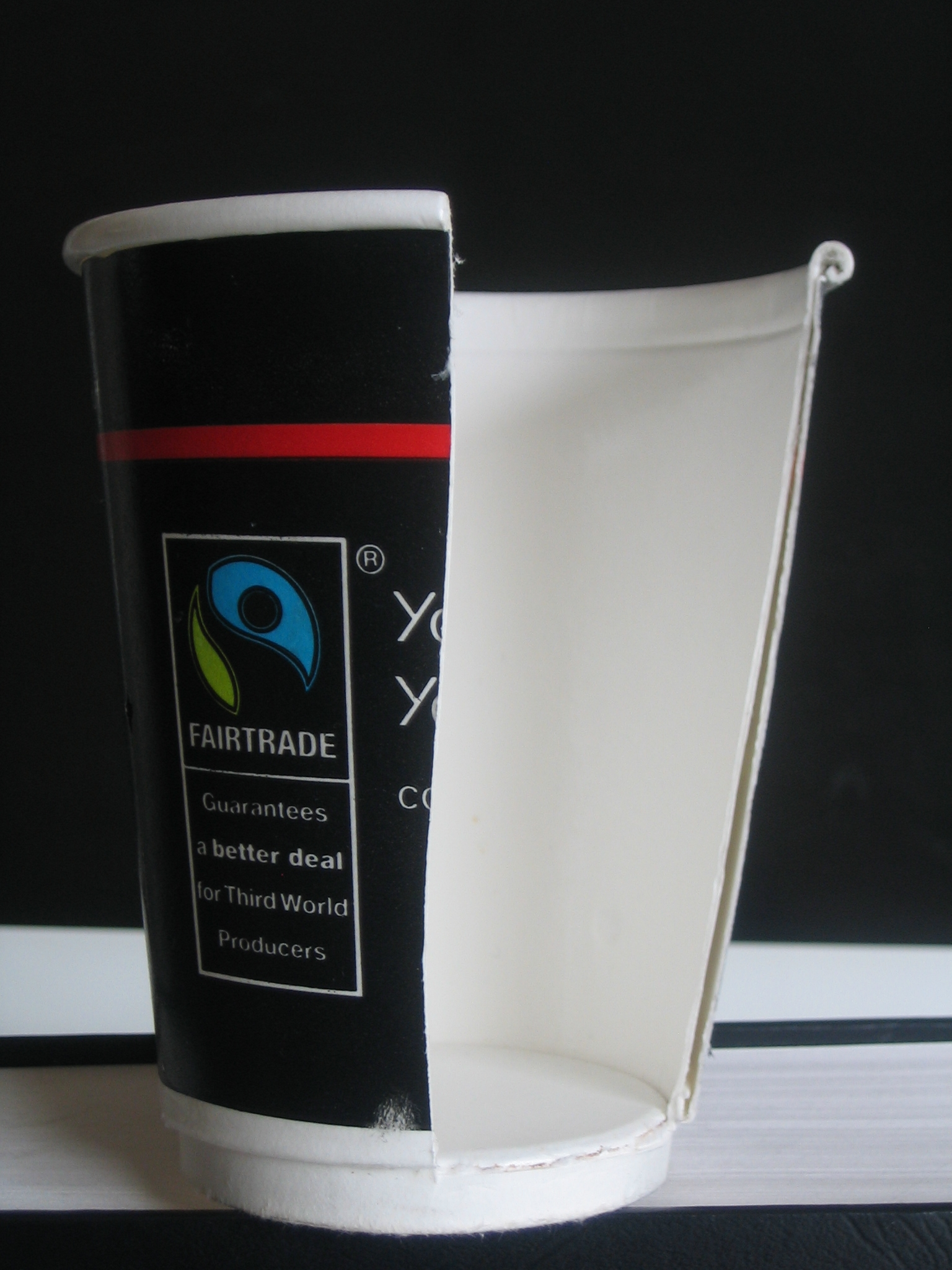
Vaso de papel aislado para bebidas calientes, cortado para mostrar la capa de aire.

En 1908, Samuel J. Crumbine era funcionario de salud pública en Kansas. Estaba en un tren cuando vio a uno de sus pacientes de tuberculosis tomando un trago de agua de un cazo común y un balde de agua (una forma pública de beber agua) en el vagón. Justo detrás de su paciente había una joven que bebía del mismo cucharón y del mismo cubo. Esto lo inspiró a lanzar una cruzada para prohibir los utensilios comunes o compartidos públicamente en lugares públicos. Tomando nota de la tendencia, Lawrence Luellen y Hugh Moore inventaron un vaso de papel desechable llamado «health cup» y más tarde rebautizado como «dixie cup».
A los vasos cónicos de un solo uso le siguió la comercialización de platos y tazones de un solo uso, cubiertos de madera y envoltorios de papel para alimentos. En la década de 1930, estos productos se utilizaban ampliamente para alimentar a los hombres y mujeres que trabajaban en las presas, puentes y caminos remotos de la Works Progress Administration. En la década de 1940 se utilizaron para alimentar a los trabajadores de las fábricas de defensa.
Después de la Segunda Guerra Mundial, se desarrollaron materiales de embalaje para el sector alimentario, como el plástico y la espuma de poliestireno. Las propiedades únicas de estos materiales (aislamiento y reducción de peso) y su capacidad para fabricarse en una variedad de formas y tamaños, brindaron a los operadores de servicios de alimentos y a los consumidores una variedad más amplia de opciones de empaque.
En 1948 se produjo un avance importante en los envases desechables para el servicio de alimentos, cuando el recién fundado restaurante McDonald's cerró para renovar su menú. Además de cambiar los elementos del menú, el restaurante quería cambiar la forma en que manejaba los lavavajillas y los lavavajillas, los saltos de automóviles y los camareros, y el almacenamiento, la rotura y el robo (de los clientes) de la vajilla. Cuando McDonald's volvió a abrir seis meses después, sus comidas ya no se servían con vasos, platos o cubiertos, sino que los clientes se las llevaban del restaurante.

## Saneamiento
El uso de envases desechables para el servicio de alimentos es un paso hacia la prevención de enfermedades transmitidas por los alimentos. Al usarse una sola vez, estos productos ayudan a reducir la contaminación de los alimentos y la propagación de enfermedades.
El código alimentario de la Administración de Alimentos y Medicamentos de los Estados Unidos detalla con autoridad las ventajas sanitarias y de salud de los envases de un solo uso para servicios de alimentos en situaciones específicas: «Un establecimiento de alimentos sin instalaciones... para limpiar y desinfectar utensilios de cocina y vajilla deberá proporcionar únicamente envases de un solo uso». utensilios de cocina, artículos de un solo servicio y artículos de un solo uso para uso de los empleados de alimentos y artículos de un solo servicio para uso de los consumidores». El código alimentario establece además que «en situaciones en las que la reutilización de artículos de usos múltiples podría provocar enfermedades transmitidas por los alimentos a los consumidores, se deben utilizar artículos de un solo servicio y de un solo uso para garantizar la seguridad».

## Materiales
Los envases desechables para el sector alimentario se pueden fabricar con diversos materiales, cada uno con sus propios usos y beneficios.

### Aluminio
El aluminio se utiliza para fabricar láminas, envoltorios, bolsas, contenedores y bandejas.

### Plástico

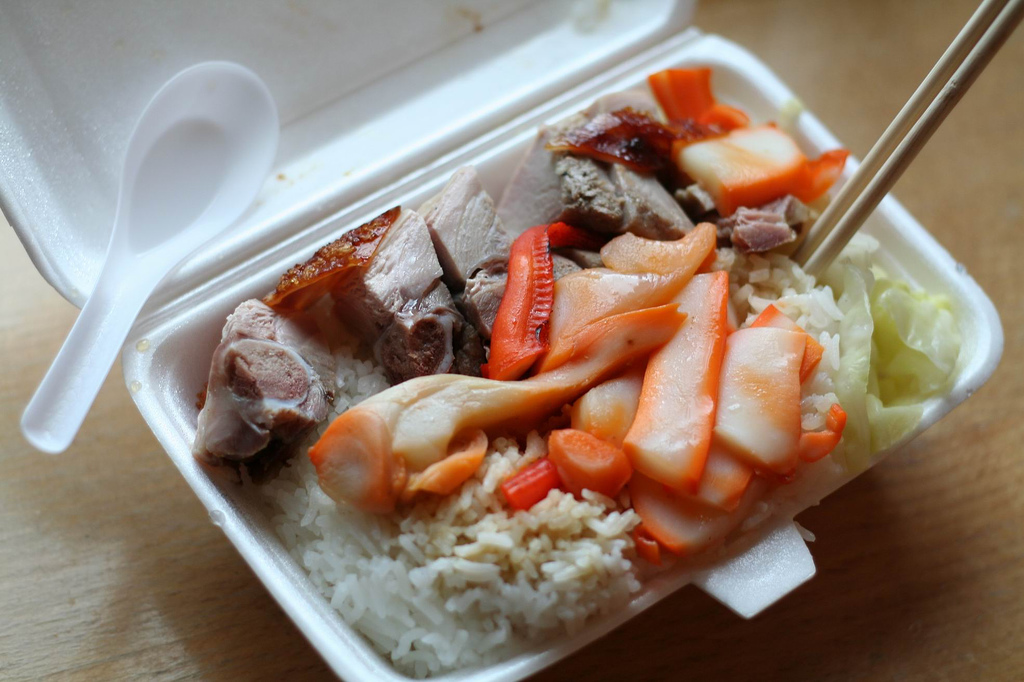
Siu mei con arroz en un recipiente de espuma de poliestireno.

Muchos productos desechables para el sector alimentario pueden estar fabricados de plástico o de papel plastificado: vasos, platos, tazones, bandejas, recipientes para alimentos y cubiertos, por ejemplo. Se utilizan plásticos porque el material es liviano y mantiene la temperatura de alimentos y bebidas fríos y calientes. El poliestireno espumado (a veces denominado espuma de poliestireno) se encuentra en uno de los tipos de plásticos más comunes utilizados para envases de servicios alimentarios, en forma de recipiente para alimentos de espuma de poliestireno. A veces también se utiliza poliestireno sin espuma para utensilios o platos de plástico. También se utilizan polietileno y otros plásticos.
A veces se utiliza una envoltura de plástico para cubrir una bandeja de comida.
Muchos plásticos están marcados con los códigos de reciclaje de la SPI para su identificación.

### Papel y cartón

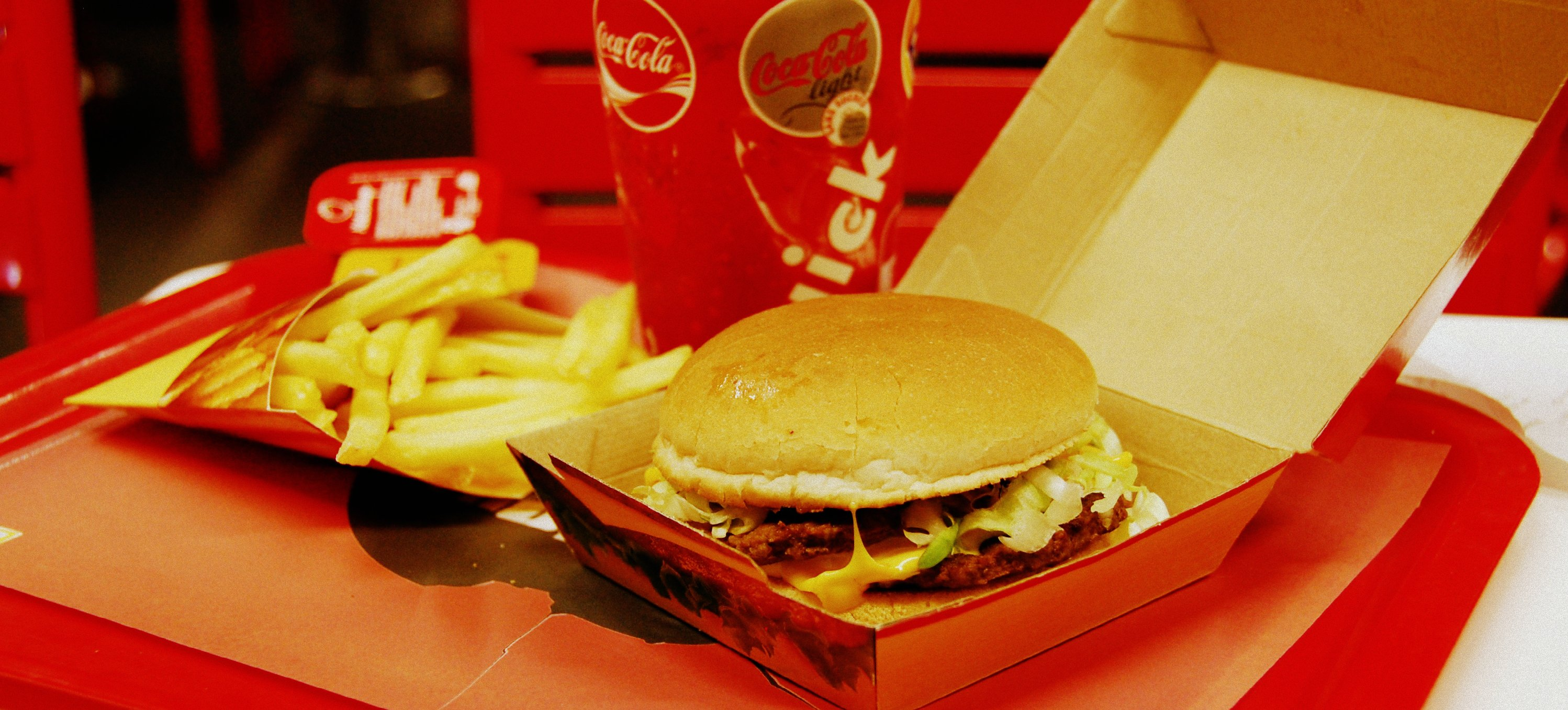
Bivalva de cartón para comida rápida.

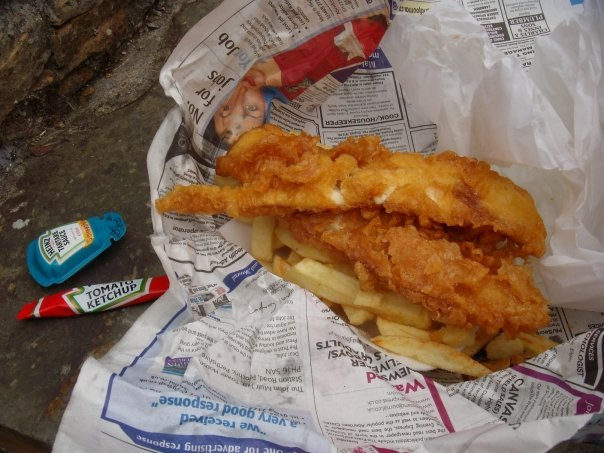
Fish and chips envueltos en papel encerado y luego con periódico usado, junto a paquetes de condimentos.

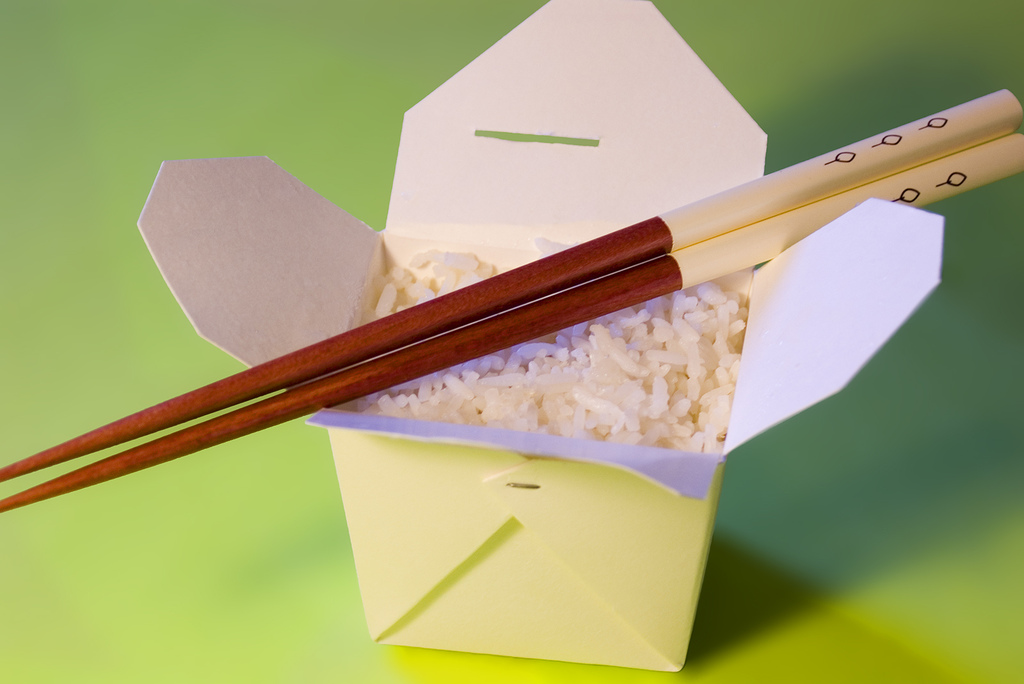
Arroz en cubo de cartón para ostras con palillos de un solo uso.

Productos desechables para el servicio de alimentos fabricados con papel, cartón y cartón corrugado: incluidos vasos, platos, tazones, servilletas, bolsas para llevar, bandejas, cartones de huevos, tapetes y revestimientos para bandejas. Algunos productos de papel están recubiertos (principalmente con plástico) o tratados para mejorar la resistencia a la humedad o a la grasa. Los envases de papel y cartón, como bandejas para pizza, bandejas para patatas fritas, cajas de sopa de fideos chinos, bandejas tipo almeja para hamburguesas, etc., son desarrollados por impresores que utilizan equipos de conversión de papel, como formadores de bandejas.
Los productos de celulosa moldeada se elaboran a partir de papel prensa reciclado y se moldean bajo calor y presión en platos, tazones, bandejas y portavasos. La pulpa moldeada es fácilmente reciclable.

### Madera y bambú

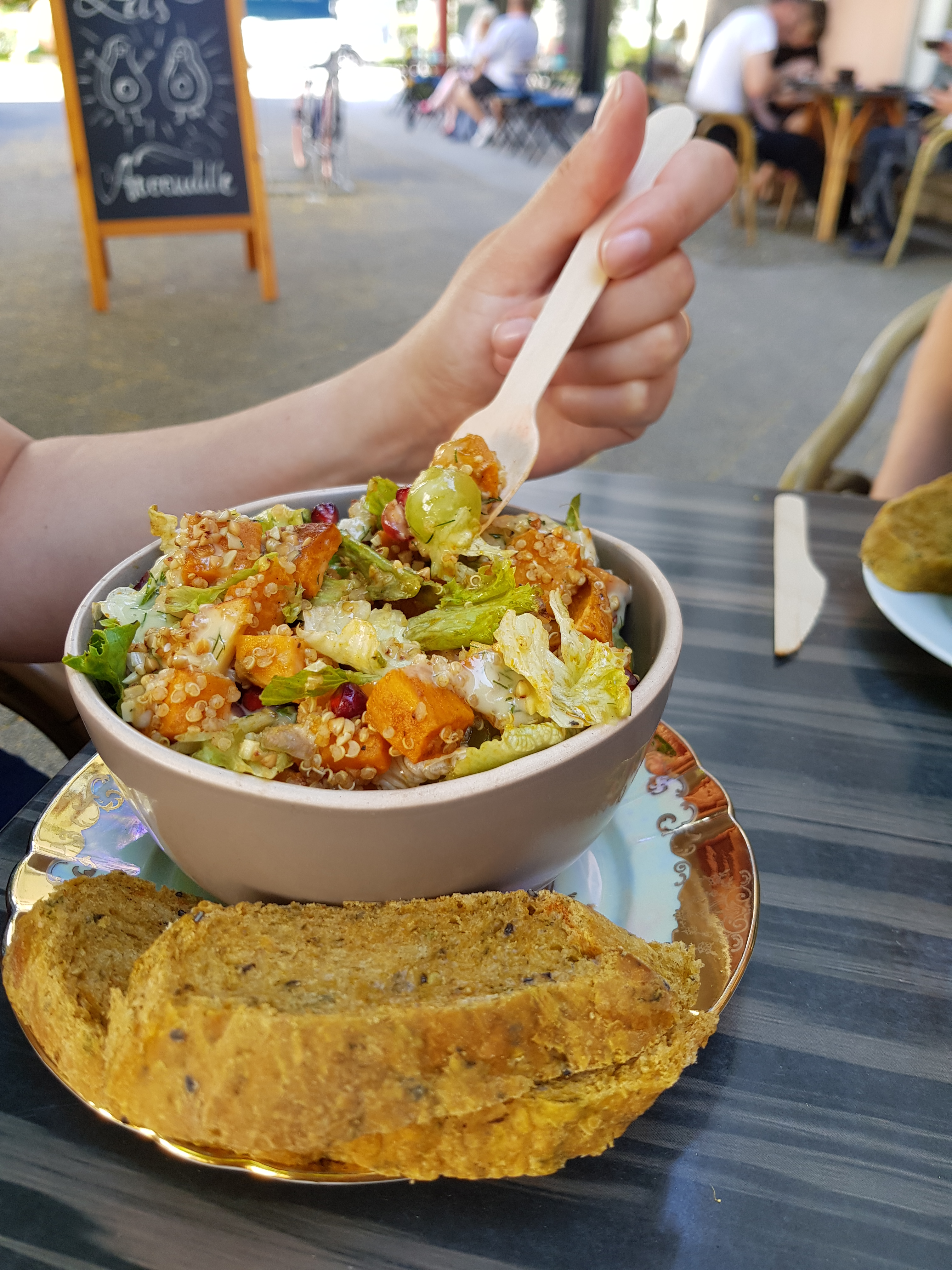
Tenedor de madera desechable.

En los últimos años, los fabricantes han estado trabajando en el desarrollo de alternativas más sostenibles a los productos plásticos tradicionales. Entre ellos se encuentran platos y cubiertos de bambú y madera (principalmente de abedul). A lo largo de todo el ciclo de vida de los productos de madera, puede haber muchas menos repercusiones ambientales que con los plásticos tradicionales, y posiblemente menos con los bioplásticos como el PLA, que se transforma en ácido láctico. Los productos de madera se descomponen en promedio en unos pocos meses. Actualmente, los productos de madera y bambú son más costosos que los plásticos tradicionales y no están tan disponibles, lo que dificulta el cambio para algunos restaurantes.

### Materiales alternativos
Varios fabricantes ahora fabrican productos desechables para el servicio de alimentos a partir de una combinación de almidones naturales, fibras recicladas, agua, aire y minerales naturales. Estos productos compuestos incluyen tazas, platos, tazones, cubiertos, envoltorios para sándwiches, recipientes para alimentos y bandejas. Lo ideal es que estos productos sean fácilmente biodegradables y convertidos en abono después de su uso.
El material utilizado para fabricar este tipo de productos desechables para el servicio de alimentos es principalmente PLA o ácido poliláctico. Algunos productos están hechos de una mezcla de PLA y fibras de pulpa que se moldean en artículos desechables para el servicio de alimentos con calor y presión. Otros están hechos de un compuesto o una mezcla de almidón y otros materiales, como piedra caliza y fibras recicladas, para darles resistencia adicional.

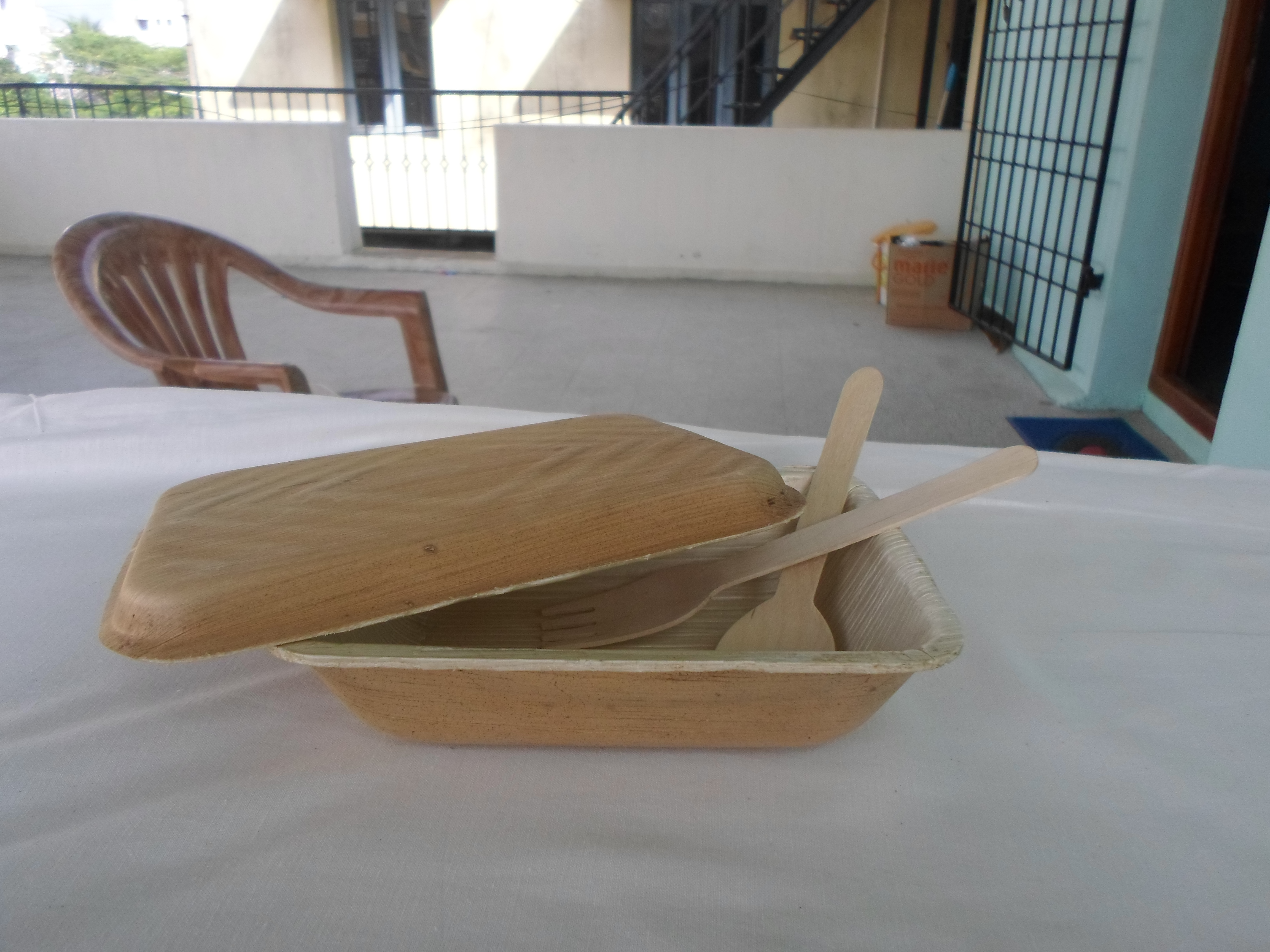
Contenedor de comida de palma areca.

Los platos de palma Areca están hechos de hojas secas caídas de la palma Areca catechu (árbol de betel). Estos árboles arrojan las hojas viejas secas junto con su vaina. Estas vainas se separan de las hojas y se envían a fábrica. Luego, las fundas se remojan y se lavan con agua limpia para eliminar el polvo y las partículas de arena. Las vainas se prensan en caliente y se convierten en platos, tazones y recipientes para alimentos de palma areca. En comparación con otros artículos desechables, los productos de palma areca son 100% naturales y ecológicos. No se utilizan adhesivos ni aglutinantes sintéticos en su fabricación.

## Costo
Al reducir la necesidad de equipos y mano de obra adicional, los envases desechables para el servicio de alimentos son una alternativa económica a los artículos de usos múltiples y eliminan la necesidad de lavavajillas y otros equipos de soporte (carros, plataformas rodantes, estantes, contenedores). También puede ahorrar dinero en agua y energía utilizadas por los lavavajillas y puede eliminar la necesidad de reemplazar los reutilizables que se rompen, dañan, roban o se desechan accidentalmente.
Sin embargo, a menudo se pasan por alto costos ocultos con impacto en la economía, la salud y la ecología. El costo de gestionar la mayor cantidad de residuos generados recae en los gobiernos locales y los contribuyentes, quienes deben financiar los servicios de recolección, transporte y eliminación de desechos. La contaminación plástica en océanos y vías fluviales no solo daña la vida marina sino que también afecta a industrias como la pesca y el turismo. Los esfuerzos de limpieza para eliminar los desechos plásticos de las playas y cuerpos de agua tienen un costo significativo para las comunidades y los gobiernos locales. También pueden generar un aumento de los gastos sanitarios. Por ejemplo, los envases de plástico de un solo uso a menudo contienen sustancias químicas nocivas que pueden filtrarse a los alimentos o bebidas, lo que plantea riesgos para la salud de los consumidores.

## Otras economías
La vajilla desechable fue una parte clave de la estrategia comercial de las cadenas de restaurantes de comida rápida en Estados Unidos. Para que el modelo de negocio funcionara, las cadenas de comida rápida, en particular McDonald's, tuvieron que convencer a los consumidores, mediante campañas publicitarias de que llevaran su propia vajilla a los contenedores de basura, para evitar los gastos de mano de obra que suponía limpiar las mesas. Al establecer una costumbre en la que se aliente a los clientes a llevar artículos desechables, se pueden compensar algunos de los costos internos de la vajilla desechable.

## Preocupaciones ambientales

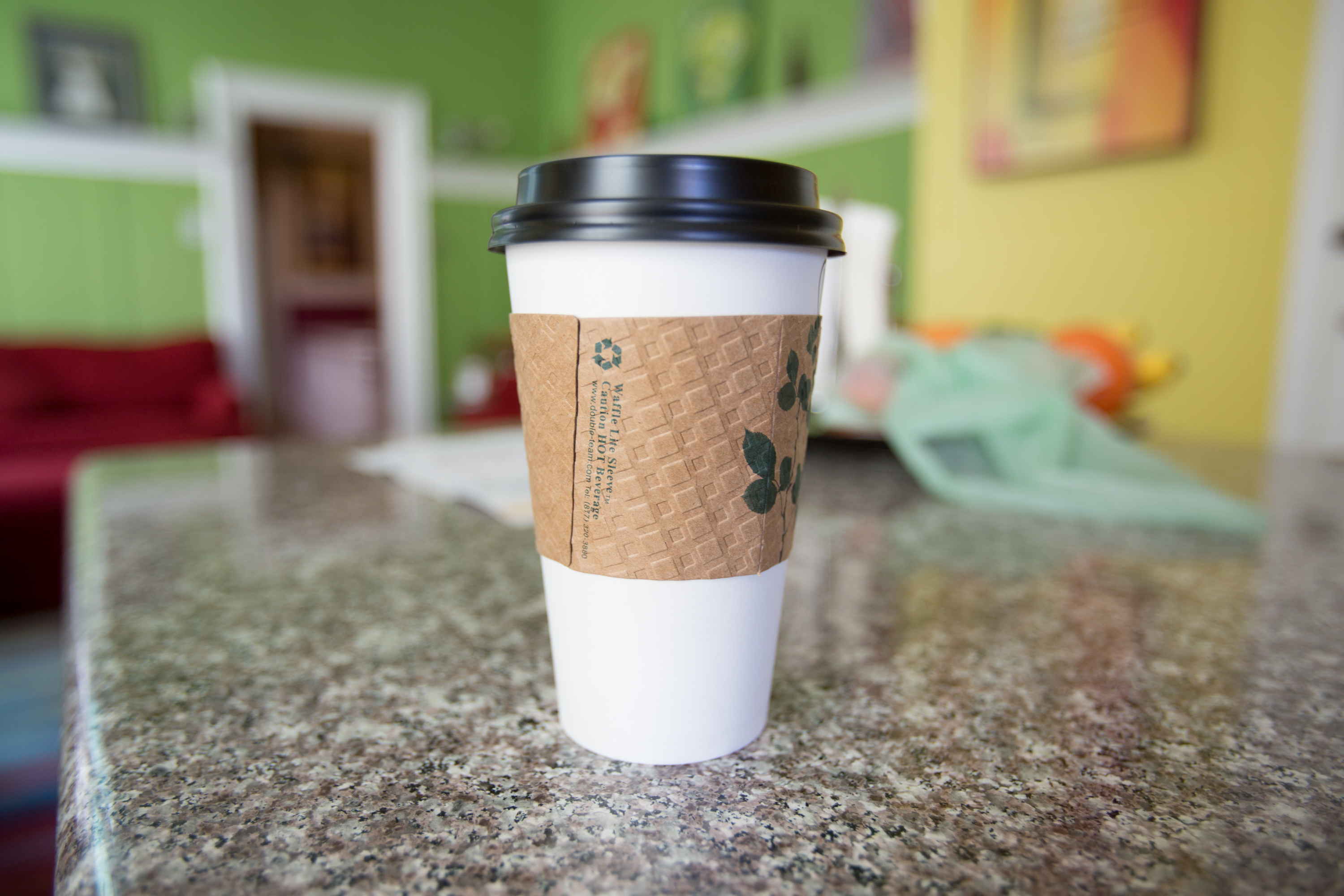
Funda para taza de café sobre una taza de café; la funda facilita la sujeción de bebidas calientes.

### Comparación con productos para servicio de alimentación lavables
Según la Agencia de Protección Ambiental de Estados Unidos, los envases de papel y plástico para servicios de alimentos desechados en el flujo de residuos sólidos urbanos del país representaron el 1,3 por ciento en 2007 (en peso) de los residuos sólidos municipales. La Agencia de Protección Ambiental de Estados Unidos también dice que una medida de prevención de desechos que se cita con frecuencia es el uso de platos, vasos y servilletas lavables en lugar de los desechables.
Si bien esto reducirá los desechos sólidos, tendrá otros efectos ambientales, como un mayor uso de agua y energía. En general, la vajilla reutilizable (aunque solo se ofrezca a los clientes para uso in situ) se considera la mejor opción medioambiental.

### Costo de reciclaje
Los costos de recolección, el valor del material de desecho y el aumento de los gastos de energía crean una barrera económica adicional para el reciclaje de envases para el sector alimentario. Si bien reciclar los envases de servicios de alimentos es difícil, en algunos envases de servicios de alimentos se utilizan materiales reciclados.

### Huella ambiental
Mucha gente está trabajando para reducir la huella medioambiental de los envases para el sector alimentario. A menudo, un análisis de ciclo de vida es valiosa para determinar los efectos en todo el sistema. Algunas acciones incluyen:
- El embalaje de los alimentos y suministros entrantes puede funcionar de acuerdo con las amplias directrices de empaquetado sustentable que ofrecen muchas organizaciones. Esto incluye el reciclaje de los envases generados dentro del restaurante.
- Los productos de embalaje utilizados por el restaurante pueden incluir cantidades específicas de contenido reciclado en los productos.
- Muchos productos de embalaje pueden ser compostables, pero es necesario tener cuidado para satisfacer las necesidades de las instalaciones de compostaje regionales. A veces, los productos pueden certificarse[15] para cumplir con estándares internacionales como ASTM International D6400, ASTM D6868 y EN 13432.[16]
- Algunos envases de alimentos de un solo uso son reciclables, pero la contaminación de los productos por alimentos suele ser un problema para los recicladores.[17]

### Ilusión de reciclaje y afirmaciones de «reciclable»
Los fabricantes de productos desechables frecuentemente incluyen indicaciones de «reciclable» o «por favor recicle» en sus productos; sin embargo, la disponibilidad y eficacia de dichas campañas de reciclaje es limitada. Un enfoque común de los restaurantes que ofrecen vajillas desechables es etiquetar uno o más de sus contenedores de basura como «reciclaje», aunque siendo realistas, la cantidad de lavado necesaria para un reciclaje eficaz haría que dicho «reciclaje» fuera poco realista. Además de la ecoimpostura, estos enfoques pretenden animar a los consumidores a comprar vajillas desechables. Algunos expertos consideran que la única solución es una prohibición total de los envases de un solo uso. Por ejemplo, el gobierno chino afirmó que a finales de 2020 se prohibirán las bolsas no degradables en las principales ciudades y que, para 2022, la política entrará en vigor en los asentamientos más pequeños.

## Prohibiciones y cargos
En la Unión Europea (UE), la Directiva sobre plásticos de un solo uso (SUPD, UE 2019/904), vigente desde el 3 de julio de 2021, prohíbe la venta al por menor de envases desechables para alimentos. La prohibición se aplica en la UE, Islandia, Liechtenstein y Noruega (no en Suiza), y los siguientes artículos están prohibidos:
- cubiertos (tenedores, cuchillos, cucharas y palillos);
- platos;
- agitadores de bebidas;
- recipientes para alimentos hechos de poliestireno expandido (es decir, cajas, con o sin tapa) para consumo inmediato sin ninguna preparación adicional, normalmente consumidos desde el recipiente o listos para consumir sin mayor preparación;
- recipientes para bebidas de poliestireno expandido, incluidos sus tapones y tapas; y
- vasos para bebidas de poliestireno expandido, incluidas sus fundas y tapas.

En Alemania, Tubinga fue la primera ciudad en 2022 en introducir un cargo por los envases de alimentos de un solo uso, que debían pagar los restaurantes locales. En 2023 se promulgó un impuesto en toda Alemania sobre los fabricantes de plástico de un solo uso, y los primeros impuestos deberán aplicarse en 2025.